# Atti della Societa dei Naturalisti de Modena
Atti della Società dei Naturalisti de Modena (abreviado Atti Soc. Naturalisti Modena) fue una revista científica con ilustraciones y descripciones botánicas que fue editada en Modena desde el año 1888 hasta 1899, publicándose los números 23 al 31. También fue conocida como ser. 3, vols. 8-16. Fue precedida por Mem. Rendiconti Soc. Naturalisti Modena y reemplazada por Atti della Società dei Naturalisti e Matematici di Modena.